# Dia da Batalha de Inglaterra

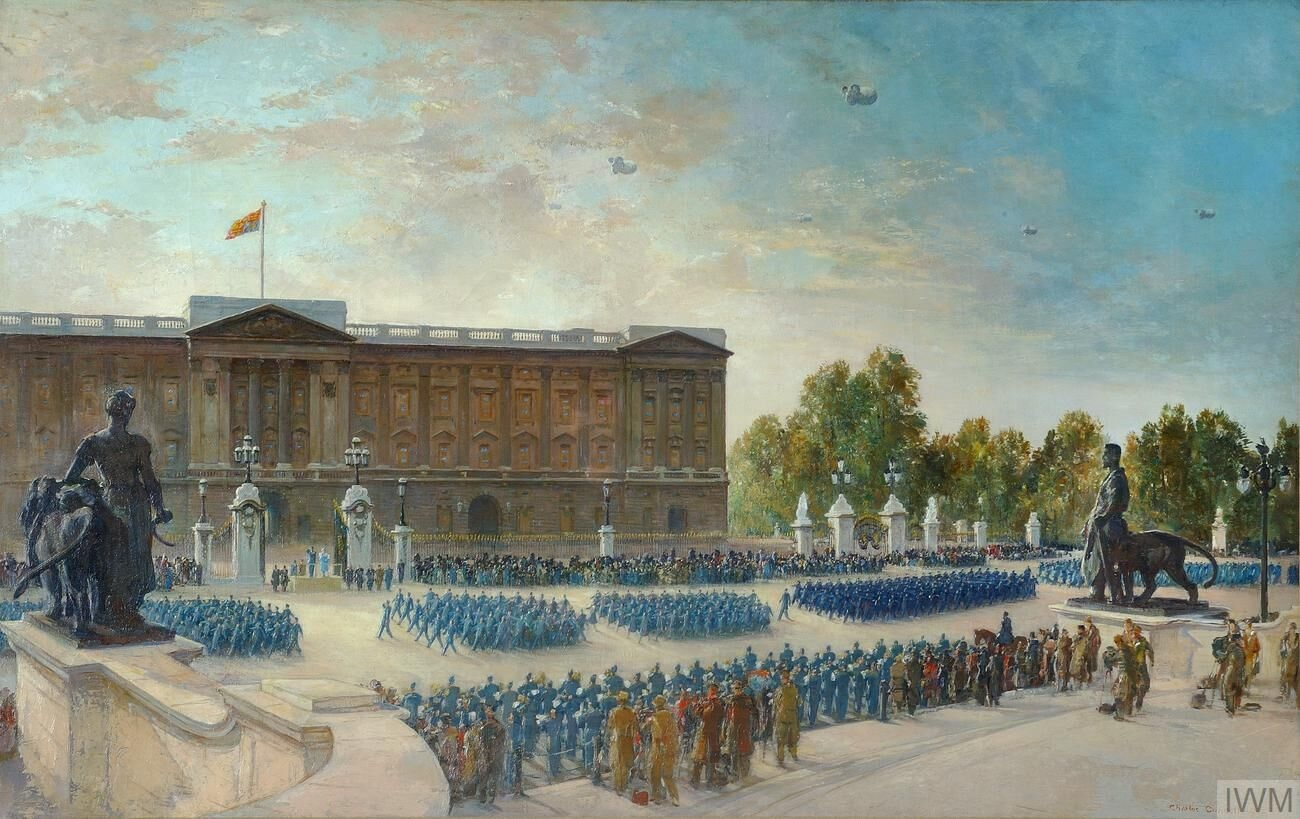
Desfile de aniversário da Batalha da Grã-Bretanha no Palácio de Buckingham, em 1943

O Dia da Batalha de Inglaterra, também conhecido como Dia da Batalha da Grã-Bretanha deu-se no dia 15 de setembro de 1940, o dia em que ocorreu uma batalha aérea em grande escala na Batalha da Grã-Bretanha.
Em junho de 1940, a Wehrmacht conquistou a maior parte da Europa Ocidental e da Escandinávia. Naquela época, a única grande potência no caminho de uma Europa dominada pelos alemães era o Império Britânico e a Comunidade Britânica. Depois de ter várias ofertas de paz rejeitadas pelos britânicos, Adolf Hitler ordenou que a Luftwaffe destruísse a RAF a fim de obter superioridade aérea como um prelúdio para o lançamento da Operação Leão Marinho, um ataque anfíbio da Wehrmacht (forças armadas alemãs) contra as ilhas britânicas. Em julho de 1940, a Luftwaffe começou a fechar o Canal da Mancha para a navegação mercante. Em agosto, a Operação Adlerangriff (Ataque da Águia) foi lançada contra os aeródromos da RAF no sul da Inglaterra. Na primeira semana de setembro, a Luftwaffe não havia obtido os resultados desejados por Hitler. Frustrados, os alemães voltaram-se para o bombardeio estratégico de cidades, uma ofensiva que visava as indústrias militares e civis britânicas, mas também o moral civil. Os ataques começaram em 7 de setembro de 1940 e atingiram o clímax diurno em 15 de setembro.
No domingo, 15 de setembro de 1940, a Luftwaffe lançou o seu maior e mais concentrado ataque contra Londres na esperança de levar a RAF a uma batalha de aniquilação. Cerca de 1 500 aeronaves participaram das batalhas aéreas que duraram até ao anoitecer. A acção foi o clímax da Batalha da Grã-Bretanha. O Comando de Caças da RAF derrotou os ataques alemães. As formações da Luftwaffe foram dispersas por uma grande base de nuvens e não causaram danos graves à cidade de Londres. Após o ataque, Hitler adiou a Operação Leão Marinho. Tendo sido derrotada à luz do dia, a Luftwaffe voltou a sua atenção para a campanha nocturna The Blitz, que durou até maio de 1941.

## Comemoração
O Dia da Batalha da Grã-Bretanha é agora uma comemoração anual da batalha no Reino Unido, especialmente comemorada em 15 de setembro. No Canadá, a comemoração acontece no terceiro domingo de setembro.